# Ion Pop
Ion Pop, (né le 1er juillet 1941 à Mireșu Mare en Roumanie, județ de Maramureș), est un critique littéraire roumain, poète, spécialiste de l'histoire littéraire de l'avant-garde de la littérature roumaine.

## Biographie
Après avoir obtenu sa maîtrise à la faculté de lettres de l'université Babeș-Bolyai de Cluj-Napoca, Ion Pop commence sa carrière universitaire en devenant maître-assistant au département de langue et littérature roumaine de la même faculté. En 1968, il fonde avec Eugen Uricaru, Marian Papahagi et Ion Vartic la revue littéraire Echinox à Cluj-Napoca.
Il traduit également en français, des auteurs roumains.
Au début des années 1970 (1973 à une date postérieure à la publication) il est assistant associé à l'université Paris III.
Après la révolution roumaine de 1989, il devient le directeur du Centre culturel roumain de Paris (1990-1993). Entre 1993 et 2000, il est le doyen de la faculté des lettres de Cluj-Napoca. Il publie ses études d'histoire littéraire dans les revues de spécialité.
Il est membre correspondant de l'Académie roumaine.

## Son œuvre

### Ses volumes de poésie
- Propunere pentru o fântânã [Projet pour une fontaine], (1966).
- Biata mea cumințenie [Ma pauvre sagesse], (1969).
- Gramaticã târzie [Grammaire tardive], (1977).
- Soarele și uitarea [Le soleil et l'oubli], (1985).
- Amânarea generalã ( Ajournement général), (1990) qui fut traduit en français en 1994 par Mihaï Zaharia[3]
- Descoperirea ochiului ou La découverte de l'œil[4], édition bilingue français-roumain, (2005).

### Ses volumes de critique littéraire
- Avangardismul poetic românesc [ L'avant-garde dans la poésie roumaine ] (1969).
- Poezia unei generații [La poésie d'une génération ] (1973).
- Transcrieri [Transcriptions] (1976).
- Nichita Stãnescu. Spațiul și mãștile poeziei [ Nichita Stãnescu : l'espace et les masques de la poésie] (1980).
- Lucian Blaga, universul liric [ Lucian Blaga : l'univers lyrique] (1981).
- Lecturi fragmentare [Lectures fragmentaires] (1983).
- Jocul poeziei [Le jeu de la poésie](1985).
- Avangarda în literatura românã [ L'avant-garde dans la littérature roumaine ], (1990).
- A scrie și a fi. Ilarie Voronca și metamorfozele poeziei [Écrire et exister : Ilarie Voronca et les métamorphoses de la poésie] (1993).
- Recapitulãri [Révisions] (1995).
- Pagini transparente [Pages transparentes], (1997).
- Ore franceze [Heures françaises], (1994).

### Ses volumes de traductions du français vers le roumain
- Georges Poulet, Conștiința critică (1979).
- Jean Starobinski, 1798, emblemele rațiunii 1990.

### Son activité rédactionnelle
Membre fondateur de la revue Echinox de Cluj-Napoca, Ion Pop en est le rédacteur en chef, puis le directeur de cette publication pendant dix-sept ans, de 1968 jusqu'en 1986.

## Ses distinctions
- Prix de l'Union des écrivains de Roumanie  (1973, 1979, 1985, 2001)
- Prix de l'Académie roumaine(1985)